# Aleksandra Makurat
Aleksandra Joanna Makurat (ur. 27 października 1997 w Gdańsku) – polska koszykarka, występująca na pozycji silnej skrzydłowej, obecnie zawodniczka włoskiego TechFind San Salvatore Selargius.
Zaczynała w grupach młodzieżowych klubu BAT Sierakowice. Pochodzi z rodziny o sportowych tradycjach. Jej ojciec Rafał jest koszykarskim trenerem oraz działaczem, matka Magdalena to była koszykarka, obecnie trenerka koszykarska. Koszykarkami są także jej młodsze siostry, Anna, reprezentantka Polski oraz Agata.
5 września 2022 dołączyła do TechFind San Salvatore Selargius, występującego w II lidze włoskiej (Serie A2).

## Osiągnięcia
Stan na 6 września 2022, na podstawie, o ile nie zaznaczono inaczej.

### NCAA
- Uczestniczka rozgrywek turnieju NCAA (2018)
- Mistrzyni:
  - sezonu regularnego konferencji Big South (2018)
  - turnieju konferencji Big South (2018)
- Zaliczona do I składu najlepszych debiutantek konferencji Big South (2017)

### Drużynowe
Młodzieżowe
- Wicemistrzyni Polski:
  - juniorek starszych (2016)[5]
  - juniorek (2014)[6]

### Reprezentacja
- Uczestniczka mistrzostw Europy:
  - U–20 (2016 – 8. miejsce)[7]
  - U–18 (2014 – 12. miejsce)[8][9]